# Andre Ward
Andre Ward (født 23. februar 1984 i Oakland i Californien i USA) er en amerikansk professionel bokser. Han er nuværende verdensmester i super-mellemvægt hos WBA. Som amatør vandt han ved OL 2004 guld i vægtklassen letsværvægt og var den første amerikanske guldvinder i boksning i 8 år. Han kvalificerede sig til De Olympiske Lege ved at ende på andenpladsen i den amerikanske olympiske kvalifikationsturnering 2004 i Tijuana i Mexico. Ring Magazine har i øjeblikket rangeret Ward som nummer ni pund-for-pund-bokser i verden.
Han er en af deltagerne i Super Six World Boxing Classic, hvor han blandt andet har slået danske Mikkel Kessler.

## Tidlige liv
Hans far Frank Ward inspirerede sin søn ved at fortælle ham historier om hårde kampe og triumferende sejre. Med valget om at kæmpe eller forfølge andre sportsgrene, valgte unge Andre boksning, og har hældt sit sind, krop og sjæl til sporten & blev en verdensmester.
Ward voksede op i East Bay i Fairviewkvarteret Hayward i Californien, hvor han gik på Fairview Elementary, Bret Harte Junior High School og Hayward High School. På Hayward High var han RB og Safety på footballteamet. Da han blev 17 år blev han en nær ven af bokseren Andre Dirrell.

## Amatørkarriere
Ward startede boksning i 1994 og havde en rekord på 110-5 som en amatør. Fra 1998 til 2004 tabte han ikke en eneste kamp. I 2002 vandt han Under 19 National Championship og var også en to-gange US National Champion i 2001 og 2003 i mellemvægt.

### Amatørhøjdepunkter
- 2001 United States Amateur Middleweight Champion
- 2002 Under 19 National Championship
- 2003 United States Amateur Light Heavyweight Champion
- Vandt Letsværvægt guldmedaljen for USA i OL 2004 i Athen, Grækenland. Hans resultater var:
  - 1. runde – Bye
  - 2. runde – Besejrede Clemente Russo (Italien) 17–9
  - Kvartfinalerne – Besejrede Evgeny Makarenko (Rusland) 23–16
  - Semifinalerne – Besejrede Utkirbek Haydarov (Uzbekistan) 17–15
  - Guldmedaljekamp – Besejrede Magomed Aripgadjiev (Hviderusland) 20–13

## Professionelle karriere
Ward fik sin debut den 18. december 2004 af hvor han vandt en 2. rundes TKO over Chris Molina. Ward slog Molina ned i første runde med en lige venstre kryds mod hagen, som drev ham ind i togene og ned på den anden streng. Ward, fortsatte med at dominere kamoen og Molina gik ned for anden og sidste gang med et andet skarpt venstre hook mod kæben. Dommeren stoppede kampen efter 40 sekunder af anden runde.
Den 5. februar, kæmpede Ward sin anden professionelle kamp mod Kenny Kost. Ward overvandt en hård 2. runde, hvor han blev såret af et venstre hook og vandt ved en enstemmig afgørelse. Ward besejrede Roy Ashworth den 7. april 2005 ved diskvalifikation, efter Ashworth begik talrige brud på reglerne mod på Ward, blandt andet ved at skubbede Ward mod kanvassen og ramme ham i nakken.
Ward vandt sine næste tre kampe, alle på knockout, før han mødte Darnell Boone den 19. november 2005. Ward blev slået ned for første gang i sin karriere i runde fire. På trods af knockdownen, endte Ward med at vinde ved en enstemmig afgørelse.
Efter kampen med Boone, vandt Ward sine næste seks kampe, herunder TKO sejre over ubesejrede Andy Kolle og Francisco Diaz. Den 16. november 2007 slog Ward den ubesejrede Roger Cantrell i 5. runde via TKO i Saint Lucia.
Den 20. marts 2008 på HP Pavilion i San Jose i Californien, besejrede Ward Rubin Williams i 7. runde via TKO. Ward ramte Williams med jabs og lige venstre hænder næsten efter behag, hvilket åbnede et slemt cut over Williams venstre øje i processen. Snittet tvang dommeren til at stoppe kampen.
Ward mødte Jerson Ravelo den 20. juni 2008 i Georgetown i Cayman Islands om den ledige WBO Nabo Supermellemvægttitel. Ward dominerede Ravelo i størstedelen af kampen på vej til en TKO sejr i ottende runde, og vandt den ledige WBO Nabo Supermellemvægttitel.
Den 16. maj 2009 i Oracle Arena i Oakland i Californien, besejrede Ward Edison Miranda ved en enstemmig afgørelse. Scoren var 116-112, 119-109, 119-109 til Wards fordel. Ward viste, at han havde et indvendigt spil samt et udvendigt spil. Miranda kunne ikke hamle op med Wards alsidighed i ringen.
Den 12. september 2009, i Pechanga Resort and Casino i Temecula i Californien, besejrede Ward Shelby Pudwill med TKO i 3. runde.

## Super Six

### WBA Supermellemvægtmesterskab
Andre Ward besejrede Mikkel Kessler den 21. november 2009 for WBA Supermellemvægtmesterskabet i Super Six World Boxing Classic. Kessler var den stærke favorit, der kom ind i Showtime's Super Six mellemvægtturnering. I en karriere-defineret optræden, satte den ubesejrede hjembyfavorit Ward USA på bordet i Super Six, og erobrede WBA supermellemvægttitelen med en dominerende 11. runde teknisk afgørelse over Danmarks Kessler i deres Group Stage 1 kamp. Kampen blev stoppet i 11. runde på grund af cuts i Kesslers ansigt, forårsaget af, hvad der blev anset for at være utilsigtede skaller fra Ward. Kampen gik til scorecardsene, og Ward var langt foran med snesevis af 98-92, 98-92, og 97-93 på tidspunktet da kampen blev stoppet.

### Ward vs Green
I januar 2010 annoncerede Jermain Taylor sin afslutning i Showtimes Super Six World Boxing Classicturneringen. Allan Green blev valgt som hans efterfølger og udfordrede World Boxing Association supermellemvægtmesteren Andre Ward den 19. juni samme år. Ward forsvarede WBA super-mellemvægttitelen og udboksede modstanderen, som tilbragte det meste af kampen med ryggen mod torvene. Ward besejrede Green ved en enstemmig afgørelse. Og selvom den 30-årige kæmpede kampen igennem, kom det knockout han havde brug for aldrig, og han lignede en slidt mand ved udgangen, da han tog sit andet tab i sin række af 31 kampe i sin professionelle karriere.

### Ward vs Bika
Ward forsvarede succesfuldt sin WBA supermellemvægt titel, med en enstemmig afgørelse mod Sakio Bika foran en sparsom skare på Oracle Arena den 27. november i 2010. Ward, der kæmpede foran sin hjembyfans, ramte ikke med mange store slag, men ramte flere gange Bika med en stikkende venstre jab, hvilket udfordreren ikke var i stand til at imødegå. Ward vandt alle 12 runder på det ene dommerscorecard og var foran 118-110 på de to andre.

## Forbindelse til Victor Conte
Den 4. december 2010, kørte LA Times en historie der forbandt Andre Ward med tidligere dømte dopingudbyder Victor Conte. Andre Ward blev citeret for at sige:
"Victor, I like you man, but don't go down that road with me," fortalte Ward han havde sagt til Conte. "Victor's a brilliant guy when it comes to this stuff, but I was still going to be watchful. I did my due diligence. I read all the labels. And I feel he deserves to be forgiven."

## Statistik
| 26 Sejre (14 knockouts, 11 "decisions" & 1 diskvalifikation), 0 Nederlag, 0 Uafgjorte |        |                  |      |         |            |                                                               |                                                                  |
| Res.                                                                                  | Rekord | Modstander       | Type | Rd.     | Dato       | Beliggenhed                                                   | Noter                                                            |
| Sejr                                                                                  | 26-0   | Chad Dawson      | TKO  | 10      | 2012-09-08 | Oracle Arena, Oakland, Californien, USA                       | Forsvarede WBA, WBC & The Ring Supermellemvægttitlerne.          |
| Sejr                                                                                  | 25-0   | Carl Froch       | UD   | 12      | 2011-12-21 | Boardwalk Hall, Atlantic City, New Jersey, USA                | Forsvarede WBA & vandt WBC og The Ring Supermellemvægt titlerne. |
| Sejr                                                                                  | 24-0   | Arthur Abraham   | UD   | 12      | 2011-05-14 | Home Depot Center, Carson, Californien, USA                   | Forsvarede WBA Supermellemvægt titlen.                           |
| Sejr                                                                                  | 23-0   | Sakio Bika       | UD   | 12      | 2010-11-27 | Oracle Arena, Oakland, Californien, USA                       | Forsvarede WBA Supermellemvægt titlen.                           |
| Sejr                                                                                  | 22-0   | Allan Green      | UD   | 12      | 2010-06-19 | Oracle Arena, Oakland, Californien, USA                       | Forsvarede WBA Supermellemvægt titlen                            |
| Sejr                                                                                  | 21-0   | Mikkel Kessler   | TD   | 11 (12) | 2009-11-21 | Oracle Arena, Oakland, Californien, USA                       | Vandt WBA Supermellemvægt titlen                                 |
| Sejr                                                                                  | 20-0   | Shelby Pudwill   | TKO  | 3 (10)  | 2009-09-12 | Pechanga Resort & Casino, Temecula, Californien, USA          |                                                                  |
| Sejr                                                                                  | 19-0   | Edison Miranda   | UD   | 12      | 2009-05-16 | Oracle Arena, Oakland, Californien, USA                       | Forsvarede WBO NABO & NABF Supermellemvægt titlerne              |
| Sejr                                                                                  | 18-0   | Henry Buchanan   | UD   | 12      | 2009-06-02 | Tachi Palace Hotel & Casino, Lemoore, Californien, USA        | Forsvarede WBO NABO & vandt ledig NABF Supermellemvægt titel     |
| Sejr                                                                                  | 17-0   | Esteban Camou    | TKO  | 3 (10)  | 2008-12-13 | Morongo Casino, Resort & Spa, Cabazon, Californien, USA       |                                                                  |
| Sejr                                                                                  | 16-0   | Jerson Ravelo    | TKO  | 8 (12)  | 2008-06-20 | Royal Walter Cruise Terminal, Georgetown, Cayman Islands, USA | Vandt ledig WBO NABO Supermellemvægt titel                       |
| Sejr                                                                                  | 15-0   | Rubin Williams   | TKO  | 7 (10)  | 2008-03-20 | HP Pavillon, San Jose, Californien, USA                       |                                                                  |
| Sejr                                                                                  | 14-0   | Roger Cantrell   | TKO  | 5 (10)  | 2007-11-16 | Beausejour Cricket Ground, Gros Islet, Saint Lucia, USA       |                                                                  |
| Sejr                                                                                  | 13-0   | Francisco Diaz   | TKO  | 3 (8)   | 2007-04-17 | Home Depot Center, Carson, Californien, USA                   |                                                                  |
| Sejr                                                                                  | 12-0   | Dhafir Smith     | TKO  | 6 (8)   | 2007-05-17 | Tachi Palace Hotel & Casino, Lemoore, Californien, USA        |                                                                  |
| Sejr                                                                                  | 11-0   | Julio Jean       | TKO  | 3 (8)   | 2007-03-29 | HP Pavillon, San Jose, Californien, USA                       |                                                                  |
| Sejr                                                                                  | 10-0   | Derrick Findley  | UD   | 6       | 2006-11-16 | HP Pavillon, San Jose, Californien, USA                       |                                                                  |
| Sejr                                                                                  | 9-0    | Andy Kolle       | RTD  | 6 (8)   | 2006-04-29 | Foxwoods Resort, Mashantucket, Connecticut, USA               |                                                                  |
| Sejr                                                                                  | 8-0    | Kendall Gould    | UD   | 6       | 2006-02-23 | Tachi Palace Hotel & Casino, Lemoore, Californien, USA        |                                                                  |
| Sejr                                                                                  | 7-0    | Darnell Boone    | UD   | 6       | 2005-11-19 | Rose Garden, Portland, Oregon, USA                            |                                                                  |
| Sejr                                                                                  | 6-0    | Glenn LaPante    | KO   | 1 (6)   | 2005-10-01 | St. Pete Times Forum, Tampa, Florida, USA                     |                                                                  |
| Sejr                                                                                  | 5-0    | Christopher Holt | RTD  | 3 (6)   | 2005-08-18 | HP Pavillon, San Jose, Californien, USA                       |                                                                  |
| Sejr                                                                                  | 4-0    | Ben Aragon       | TKO  | 3 (6)   | 2005-06-18 | FedEx Forum, Memphis, Tennessee, USA                          |                                                                  |
| Sejr                                                                                  | 3-0    | Roy Ashworth     | DQ   | 3 (6)   | 2005-04-07 | Pechenga Resort & Casino, Temecula, Californien, USA          |                                                                  |
| Sejr                                                                                  | 2-0    | Kenny Kost       | UD   | 6       | 2005-02-10 | Palace Indian Gaming Center, Lemoore, Californien, USA        |                                                                  |
| Sejr                                                                                  | 1-0    | Chris Molina     | TKO  | 2 (4)   | 2004-18-12 | Staples Center, Los Angeles, Californien, USA                 | Professionel debut                                               |

## Privatliv
Ward bor i øjeblikket bor i Dublin i Californien træner i Oakland, Californien. Han har to sønner og en datter med sin forlovede.
Andre Ward medvirkede i dokumentaren, Beyond the Ropes fra 2008.